# El Tobar
El Tobar és una pedania del terme municipal de Beteta, a la província de Conca (Espanya), situada a la comarca de l'Alt Tajo. Es troba l'església de Sant Genís, d'una sola nau, dividida en tres trams per arcs faixons i pilastres de base cruciforme que sostenen els arcs formers. En dos claus de la porta d'accés es pot llegir: "Jn-Lo-pez " i "me-fe-cit-AÑO-158Z", (Juan López em va fer, any 1582). El 1787 tenia 72 veïns. A un quilòmetre, es troben les llacunes d'El Tobar compostes per la Llacuna Gran, de 3 quilòmetres de perímetre i una profunditat de 20 metres, la Llacuna Petita i la Llacuna Cega que, actualment, està desapareguda.